# Майкл Стід
Майкл Стід (англ. Michael Steed; 25 січня 1940 — 30 серпня 2023) — британський псефолог, політолог, телеведучий, активіст та політичний діяч ліберально-демократичної партії.

## Життєпис
Народився 1940 року в Кенті, де його батько був фермером. Отримав освіту в Стів Лоренс коледжі, Рамсгейт і Корпус-Крісті коледж у Кембриджі. У 1960 році влада Південної Африки відмовила йому у в'їзді до Шарпвіллу для надання продовольчої допомоги жертвам зйомок Шарпільіль .
З 1963 по 1965 рр. Стед здійснив аспірантуру в Коледжі Наффілда в Оксфорді під керівництвом доктора Девіда Батлера. У той же час він був активним у молодих лібералів, зокрема, у питанні апартеїду в Південній Африці. Він став віце-президентом молодих лібералів.
У 1966 році він став лектором уряду в Манчестерському університеті, посаду, яку він провів протягом багатьох років, до того, як він вийшов на пенсію через погане здоров'я. Як псевдолог він став спеціалістом у детальному аналізі результатів виборів з соціологічної точки зору, протягом багатьох років надавав таким засобам масової інформації, як «The Observer» та «The Economist», тексти, що роблять такі складності, як «процентний розмах», доступний читачеві У 1960-х і впродовж 70-х років він регулярно виступав у телевізійній програмі «Нічні вибори», часто на бік Боба Маккензі, який популяризував «swingometer» на основі концепції розгойдування, розробленого Девідом Батлером. Стед повинен був розробити більш складну формулу розрахунку коливань, яка іноді відома серед псевдологами як «Штовхання», щоб відрізнити її від «Butler swing».
З 1964 по 2005 рр. Стед — останнім часом у поєднанні з Джоном Куртисом — був відповідальним за статистичний аналіз у штатних виборчих дослідженнях Дефта Батлера під назвою «Британські загальні вибори …».
Стед був провідним членом «радикального» крила Ліберальної партії, яка наприкінці 1960-х та 1970-х років опинилася у суперечці з парламентською партією та її лідером Джеремі Торпом з низки питань. Зокрема, Стед та його колеги вважали, що «партія повинна переорієнтувати увагу від особистості до широкомасштабних суперечок про ідеологію, принципи та політику» . Він висунув декілька статей до радикального щомісячного «Нового Outlook». Деякий час він був обраним членом національної виконавчої партії.
Майкл Стед завжди був палким проєвропейцем, і його вивчення партій та виборів незабаром прийшло до континентальної та британської політик . У 1969 він закликав до спільної європейської валюти.
На Ліберальної Асамблеї 1971 року він успішно переніс основну проєвропейську резолюцію, зазначивши, однак, що тодішня ЄЕС, в якій приймалися рішення «таємною каблую», повинна бути більш демократичною. Він стверджував, що національний суверенітет «вмирає б, як європейська демократія, широко розповсюджена влада була створена і здійснюється на всіх рівнях» у «тісному політичному союзі народів Європи» .
Майкл Стед послідовно закликав до широкомасштабної конституційної реформи, включаючи повноправну децентралізацію, із обраними регіональними урядами, більш пропорційною виборчою системою та скасуванням права прем'єр-міністра на розпуск Парламенту за примхою . Ця остання мета, нарешті, була досягнута Законом про термінові парламенти 2011 року.
Він став кандидатом у ліберальну партію в 1967 році на виборах до Брірлі Хілл та на передвиборних виборах 1973 року «Манчестер Біржа», в якому він поставив консерваторів на бідне третє місце . На загальних виборах 1970 р. Він став кандидатом партії Труро. У загальних виборах у лютому 1974 він стояв у Манчестер-Централі. На виборах до ЄВРО 1979 року він був кандидатом від Ліберії на Великий Манчестер Північ, де його переміг Барбара Замок . У 1983 році на загальних виборах він був кандидатом партії в Бернлі.
У 1976 році Майкл Стед розробив нову систему виборів лідера Ліберальної партії .
Стед був обраний президентом Ліберальної партії 1978-79.
Протягом багатьох років Майкл Стед був провідним світом у Кампанії за рівність гомосексуальності, служив у Виконавчому комітеті та на якийсь час свого казначейства. У той час, коли все ще була велика ворожнеча до прав геїв, він виступав на публічних зборах, у тому числі жорстоких в Бернлі в 1971 р. Над запропонованим створенням гей-клубу, на якому він поділився платформою з Ray Gosling. Ця зустріч нарешті розглядалася як вододіл у виникненні національного гравського правозахисного руху в Британії .
У 1975 році, коли його колишній співробітник ШЕ Пол Темпертон, він заснував «Північний демократ», журнал, який закликає до демократичного регіонального уряду. Це пізніше перетворилося на «Кампанію для Півночі», всепартійну групу, що вимагає децентралізації для англійських регіонів, а також Шотландії та Уельсу, зі Стедом як головою, а Темптон як директор, використовуючи фінансування з боку Rowntree Trust.
Після виходу на пенсію Майкл Стед повернувся до рідного Сходу Кент, де він залишається активним у місцевій політиці Ліберал-демократів. У липні 2008 року він був обраний до міської ради Кентербері.
В даний час він є почесним лектором у політиці та міжнародних відносинах в Кентському університеті. Він також був старшим науковим співробітником Федерального трасту. Він є піклувальником Фонду Артура Макдугалла та Товариства святкування Кентербері та віце-президента Товариства виборчих реформ.
У 2012 році Майкл Стед був обраний до Ради Соціально-Ліберального Форуму .

## Публікації
(з Деном Матером та Джоном Сталлом) Хартія для молоді, Національна ліга молодих лібералів, 1964. OCLC 315337463
«Голосування в містах: виборчі округи 1964 року», у міських дослідженнях, 5, с. 3 (1968): 351—352. Мудрець, Лондон. ISSN 0042-0980
(з Брайаном Кітом-Лукасом та Пітером Холом) Звіт Мод (королівська комісія з місцевого самоврядування), Публікації нового суспільства, Лондон, 1970, ISBN 0-900438-01-0
(разом з Девідом М Кларком і Саллі Маршаллом) Великий Манчестер голосує: керівництво новій владі столиці, Стокпорт, 1973, ISBN 0-9502932-0-2
Хто є лібералом в Європі ?, газети North West Community, Манчестер, 1975, OCLC 4034678
«Сторони в Європейському Парламенті», в Journal of Common Market Studies, vol. 15, Оксфорд, 1976. ISSN 0021-9886
(разом з Ральфом Банкрофтом та Беном Савбріхом) Самопорядок для британців, Prism, Watford, 1976. OCLC 333607215
Чесні вибори чи фіаско ?: Пропозиції щодо розумної системи голосування для Європейського парламенту, Національного комітету виборчої реформи, Лондон, 1977. OCLC 4428843
(з С. Є. Фінер) «Політика Великої Британії» в Roy C. Macridis та співавт. (ред.), Сучасні політичні системи: Європа (4-е едн), Prentice-Hall, Клифф Енглвуд, штат Нью-Джерсі, 1978. ISBN 978-0-13-597187-1
«Ліберальна партія» в H. Drucker (ред.), Багатопартійна Британія, Макміллан, Лондон, 1979. ISBN 978-0-333-24056-4
(з Джоном Куртисом) Від Воррінгтона і Кройдона до Даунінг Св .: як розібрати псевдологічні деталі союзу лібералів-соціал-демократів, газети North West Community, Манчестер, 1981. ISBN 978-0-907803-00-3
(з Девідом Фауллом) Перший минулий пост: Великий британський клас з гаслами, спонсором Маргарет Тетчер та Лейбористська партія, LAGER, Лондон, 1981. OCLC 222101152
«Виборці, партії та гроші» у парламентських справах, т. 35, Oxford University Press, 1982. OCLC 13162457
(з Джоном Куртисом) «Електоральний вибір та виробництво уряду: зміна функціонування виборчої системи в Об'єднаному Королівстві з 1955 року», в «Британському журналі політичних наук», vol. 12, Cambridge University Press, 1982. ISSN 0007-1234
«Формування урядів у Сполученому Королівстві» в політичному кварталі, Блеквелл, Оксфорд, vol.54, 1983. ISSN 0032-3179
«Європейський парламент» у Богданорі та Батлері (eds), Демократія та вибори: виборчі системи та їхні політичні наслідки, Кембридж, 1983, ISBN 0-521-25295-4
«Альянс: критична історія», New Outlook vol. 22 No 3, Prism, Guildford, 1983. OCLC 78212441
(з Джоном Кертісом) Один з чотирьох: експертиза результатів Альянсу на виборчих дільницях на загальних виборах 1983 року, Асоціація ліберальних радників, Хебден-Бридж, штат Йоркшир, 1984. ISBN 978-0-901651-05-1
«Доктор Рейс та гіпотеза про пропорційну втрату» в «Представництво», том. 25, Routledge (для Trust McDougall), Лондон, 1985. ISSN 0034-4893
«Виборчий округ» у Верноні Богданорі (ред.), Представники народу? Парламентарії та виборчі округи Західних демократій, Гауер, Альдершот, 1985. Європейський центр політичних досліджень. ISBN 978-0-566-00878-8
(з Джоном Куртисом) «Пропорційність та перебільшення в британській виборчій системі» в електоральних дослідженнях, том. 5, No 3, Butterworths, Guildford, 1986. OCLC 71618129
«Основний периферійний вимір британської політики», Політична географія квартал, том 5, випуск 4, додаток 1, жовтень 1986 р., Сторінки S91-S103, doi: 10.1016 / 0260-9827 (86) 90060-1
(з Raymond Plant) PR для Європи: пропозиції щодо зміни виборчої системи Європейського парламенту, Federal Trust, London, 1997, ISBN 0-901573-66-3
«Чи буде деволюція змінити британські партії?» у Представництві, vol.36, Routledge (для Trust McDougall), 1999, ISSN 1749-4001
(з Джоном Куртисом) «А тепер для громад? Уроки першого досвіду Британії з пропорційним представництвом», в журналі виборів, громадської думки та партій, vol.10, 2000, ISSN 1745-7297
(з Роджером Морганом) Вибір і представництво в Європейському Союзі, Таврі (для федерального трасту), Лондон, 2002 р., ISBN 0-901573-73-6
(з Джоном Куртисом та Стівеном Фішером) «Аналіз результатів», у британських політиків та європейських виборах 2004 р. (редакція Батлера та Вестлаке), Палграв Макміллан, Бейзінсток, 2005, ISBN 978-1-4039-3585-4
«Визначення демократії» у представництві, vol.41, Routledge (для Trust McDougall), 2005, ISSN 1749-4001